# Czerwlonoje
Czerwlonoje (ros. Червлёное) – wieś w Rosji, w obwodzie wołgogradzkim, w rejonie swietłojarskim. W 2010 liczyła 2314 mieszkańców.